# Bergåsa

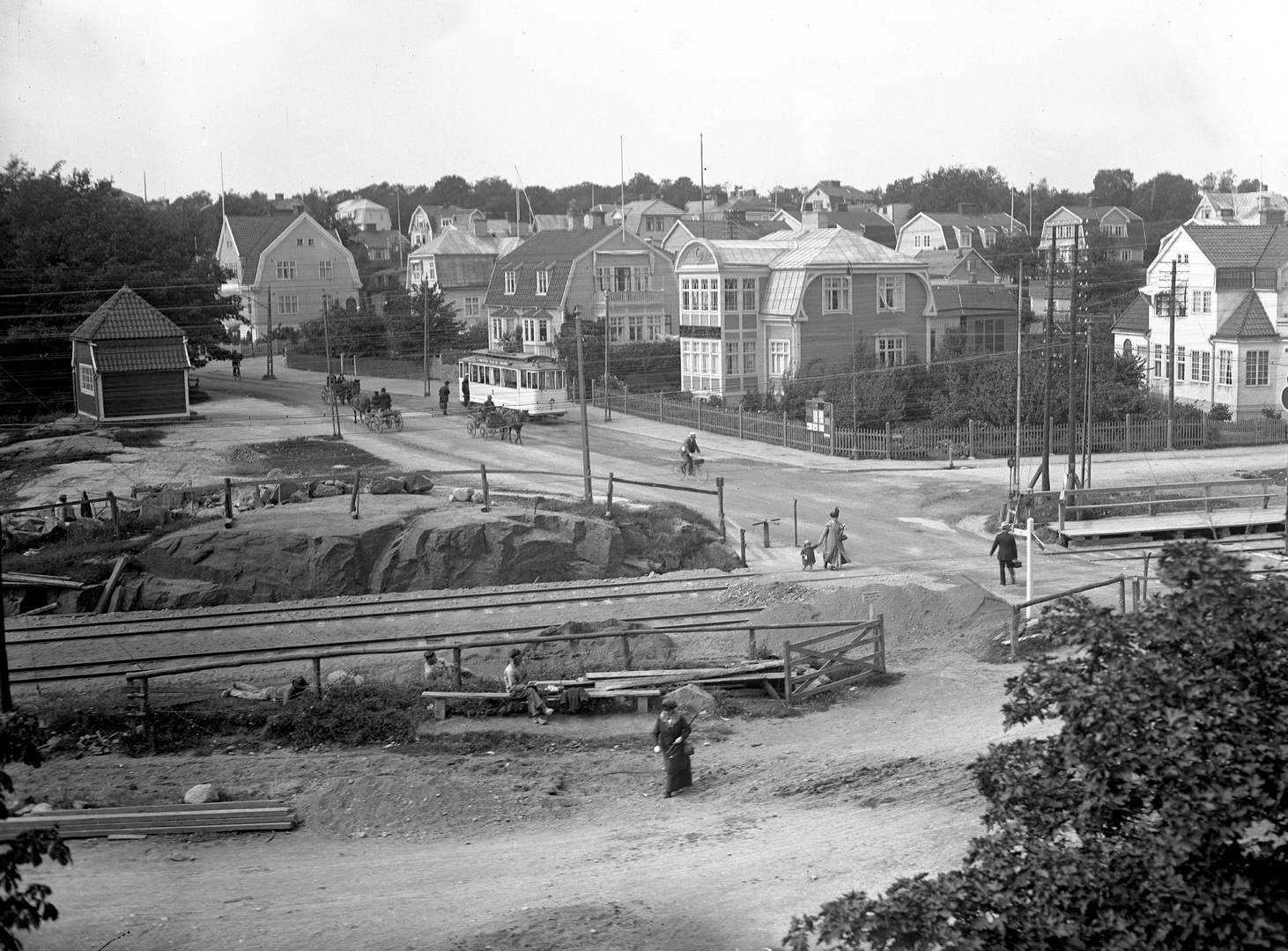
Bergåsa ca 1920.

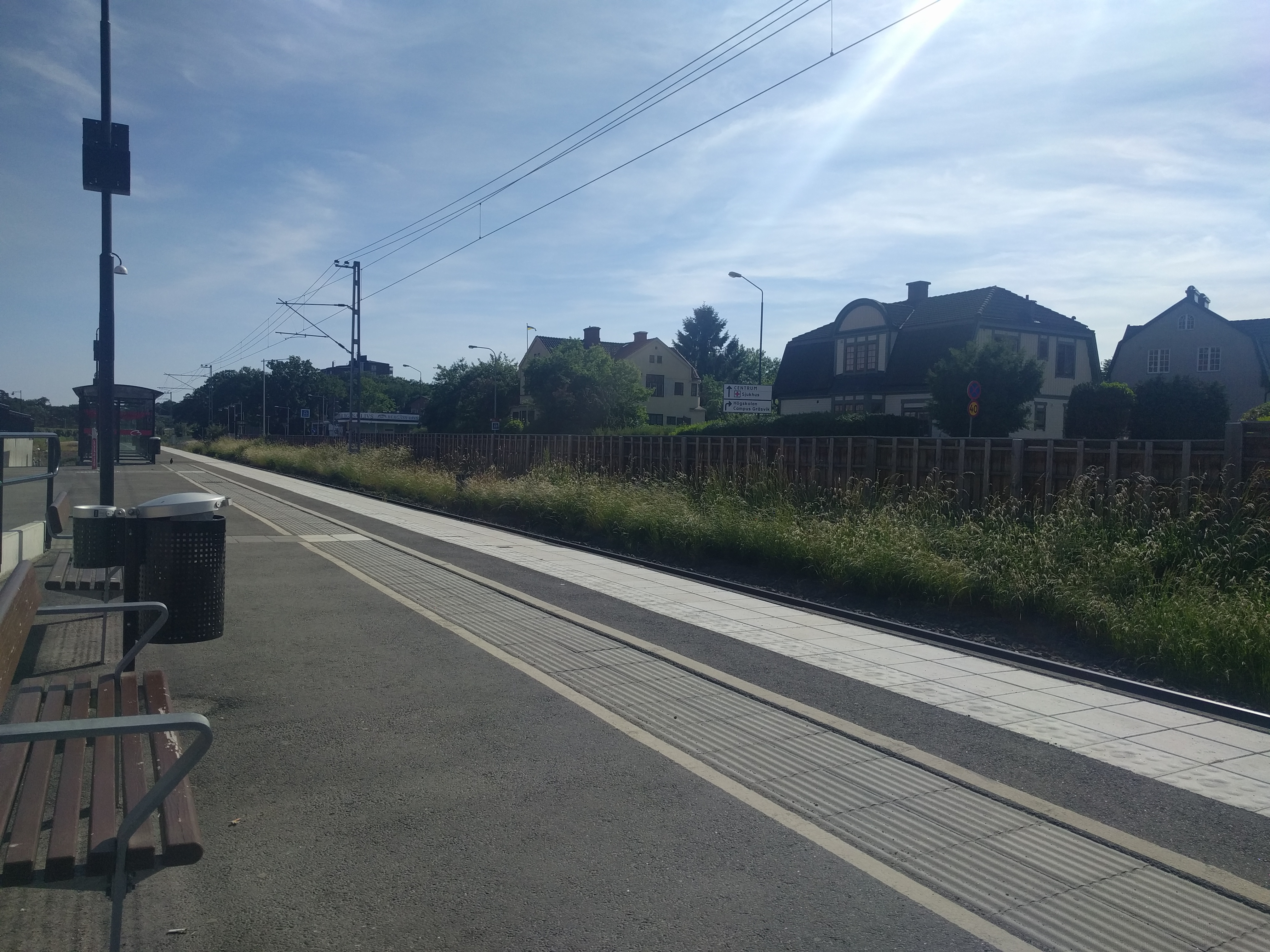
Bergåsa järnvägshållplats.

Bergåsa är en stadsdel i Karlskrona. Stadsdelen ligger i anslutning till Blekinge tekniska högskola och Blekingesjukhuset och bebyggelsen består mestadels av villor och fåfamiljshus. Stadsdelen har även en mindre centrumbebyggelse med livsmedelsbutik, restauranger och övrig detaljhandel. 
Bergåsa har sedan 1998 en egen järnvägsstation för tåg mot såväl Emmaboda som Köpenhamn (Krösatåg på Kust till kust-banan respektive Öresundståg på Blekinge kustbana). Järnvägsstationen består endast av ett spår och en plattform anpassad för längre tåg. Tidigare hade stationen två plattformar som var för sig användes för antingen norr- eller sydgående tåg. Vid och i direkt anslutning till stationen stannar även samtliga (med ett undantag) stads- och regionbussar samt Kustbussen som trafikerar Karlskrona, vilket gör Bergåsa till en viktig knutpunkt för byte mellan tåg och buss i Karlskrona. Stationen genomgick en större ombyggnad som färdigställdes 2015 vilket innebar att plankorsning med järnvägsbommar togs bort, fordonstrafiken hänvisades till en ny bro söder om stationen och gång- och cykeltrafiken lades i tunneln under järnvägen.
Bergåsa var under åren 1910-49 Karlskrona stads spårvägars ändhållplats i norr.